# Onuphis holobranchiata
Onuphis holobranchiata är en ringmaskart som beskrevs av Marenzeller 1879. Onuphis holobranchiata ingår i släktet Onuphis och familjen Onuphidae. Inga underarter finns listade i Catalogue of Life.